# Rodoč
Rodoč (en cyrillique : Родоч) est une localité de Bosnie-Herzégovine. Elle est située sur le territoire de la ville de Mostar, dans le canton d'Herzégovine-Neretva et dans la fédération de Bosnie-et-Herzégovine. Selon les premiers résultats du recensement bosnien de 2013, elle compte 3 405 habitants.

## Géographie
La localité est située sur la rive droite de la Neretva.

## Démographie

### Évolution historique de la population
| 1948 | 1953 | 1961  | 1971  | 1981  | 1991  | 2013  |
| ---- | ---- | ----- | ----- | ----- | ----- | ----- |
| -    | -    | 2 838 | 3 427 | 4 226 | 4 499 | 3 405 |

|  |

### Communauté locale
En 1991, Rodoč était constituée de deux communautés locales, Rodoč 1 et Rodoč 2.